# Fürstengrab von Gommern

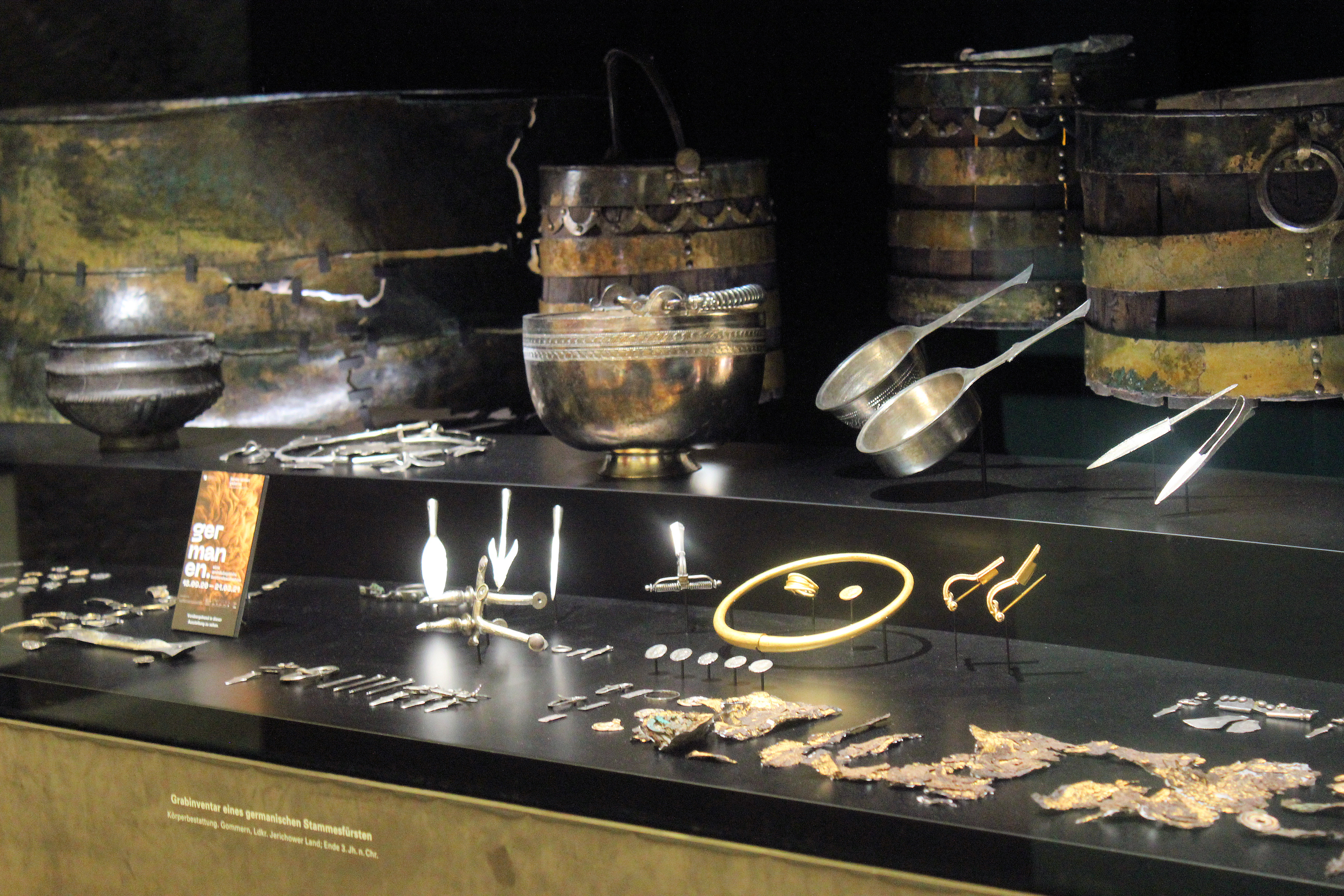
Ausstattung des Fürstengrabs von Gommern; Landesmuseum für Vorgeschichte, Halle (Saale)

Das Fürstengrab von Gommern zählt zu den reichsten und besterhaltenen Gräbern in der Germania magna aus der römischen Kaiserzeit. Es befand sich auf einer Düne auf dem Gerstenberg bei Gommern, Landkreis Jerichower Land. Es wurde 1990 von ehrenamtlichen Bodendenkmalpflegern entdeckt.
Bei der archäologischen Ausgrabung wurde eine hölzerne Grabkammer von 2 × 3 Metern freigelegt und im Block geborgen. In zehnjähriger Laborarbeit folgte die Aufarbeitung des Blockes und die Restaurierung der Funde. Es handelte sich um die Bestattung eines etwa 25- bis 30-jährigen Mannes, der um die Mitte des 3. Jahrhunderts gestorben war. Die reichen Beigaben aus Gold, Silber, Bronze, Glas und Holz lassen auf eine ranghohe Persönlichkeit schließen.
Ein großer Prunkschild, dessen Buckel aus einem römischen Silbergefäß gefertigt war, sowie weitere Gegenstände römischer Herkunft wie Münzen, Glasgefäße und ein bronzener Dreifuß weisen auf Verbindungen zum Römischen Reich hin. Daneben lag auch ein breiter, mit Blattgold verzierter Ledergürtel mit Preßblechapplikationen und silbernen Schnallen aus germanischer Fertigung.
Von Oktober 2000 bis Februar 2001 wurden die Funde in der Ausstellung Gold für die Ewigkeit – Das germanische Fürstengrab von Gommern des Landesmuseums für Vorgeschichte in Halle (Saale) der Öffentlichkeit präsentiert.
Siehe auch: Haßleben-Leuna-Gruppe.